# Medium (serie televisiva)
Medium è una serie televisiva statunitense trasmessa per 7 stagioni che coprono 130 episodi, dal 3 gennaio 2005 al 21 gennaio 2011; le prime cinque stagioni sono state trasmesse dalla NBC, mentre le ultime due dalla CBS.
La serie tratta tematiche connesse col soprannaturale, proponendo una singolare ibridazione tra poliziesco e soprannaturale, ed è ispirata alla vita reale della sedicente medium Allison DuBois.
Come era stato preannunciato da Glenn Gordon Caron e Patricia Arquette qualche mese prima, la CBS ha cancellato la serie al termine della settima stagione, il cui ultimo episodio è andato in onda negli USA il 21 gennaio 2011.
In Italia il telefilm è stato trasmesso in prima visione dal 21 dicembre 2005 su Rai 3; repliche della serie invece sono state trasmesse sul canale satellitare Fox Life e sui canali Rai 4 e Rai Premium.

## Trama
Allison Dubois è una normale donna che vive a Phoenix insieme al marito Joe e alle tre figlie Ariel, Bridget e Marie. La normalità della sua vita, però, viene scossa dal suo dono di medium, che consiste nell'avere delle premonizioni che si manifestano tramite sogni, principalmente, ma anche da visioni. Grazie a questo dono può sapere alcuni eventi di omicidi o catastrofi e cercare di prevenirli con l'aiuto del Procuratore Devalos per cui lavora e del Detective Scanlon, suo collega.

## Personaggi e interpreti

### Personaggi principali
- Allison Dubois (stagioni 1-7), interpretata da Patricia Arquette, doppiata da Claudia Catani.
- Procuratore Distrettuale Manuel Devalos (stagioni 1-7), interpretato da Miguel Sandoval, doppiato da Stefano De Sando.
- Detective Lee Scanlon (stagioni 2-7, guest 1), interpretato da David Cubitt, doppiato da Christian Iansante.
- Joe Dubois (stagioni 1-7), interpretato da Jake Weber, doppiato da Mauro Gravina.
- Ariel Dubois (stagioni 1-7), interpretata da Sofia Vassilieva, doppiata da Lucrezia Marricchi (st. 1-2) e da Veronica Puccio (st. 3-7).
- Bridget Dubois (stagione 1-7), interpretata da Maria Lark, doppiata da Beatrice Gatto.

### Personaggi secondari
- Marie Dubois (stagioni 1-7) interpretata alternativamente dalle gemelline Madison e Miranda Carabello.
- Lynn DiNovi (stagioni 1-7), interpretata da Tina DiJoseph.
Prima collegamento nell'ufficio del sindaco con le forze dell'ordine, successivamente vice sindaco. È la fidanzata del detective Scanlon.
- Michael "Lucky" Benoit (stagioni 1-3/7), interpretato da Ryan Hurst (stagioni 1-3) e da David Arquette (stagione 7).
Fratellastro di Allison, presenta abilità simili alla sua, sebbene non così pronunciate.
- Kenneth Push (stagioni 1-3), interpretato da Arliss Howard.
Capitano dei Texas Ranger.
- Hannah (stagioni 1-7), interpretata da Holliston Coleman.
Migliore amica di Ariel.
- Mr. Dubois (stagioni 1-7), interpretato da Bruce Gray.
Padre deceduto di Joe, appare come fantasma.
- Mrs. Dubois (stagioni 1-7), interpretata da Kathy Baker.
Madre di Joe.
- Edward Cooper (stagioni 3-5), interpretato da Kurtwood Smith.
Agente dell'FBI deceduto, appare come fantasma.
- Tom Van Dyke (stagioni 3-4), interpretato da John Prosky.
Ex Procuratore Distrettuale, deceduto.
- Cynthia Keener (stagioni 4-5), interpretata da Anjelica Huston.
- Ashley Whitaker (stagioni 5-7), interpretata da Annamarie Kenoyer.
Amica di Ariel.

## Special Guest Stars
Moltissime celebrità hanno preso parte, nel corso delle stagioni, a questa serie televisiva, come: Octavia Spencer, Anjelica Huston, Rosanna Arquette, Emma Stone, Raúl Esparza, Tim Hopper, Lana Parrilla, James Van Der Beek, Teri Polo, Jennifer Lawrence, Conor O'Farrell, Alicia Coppola, Chad Lowe, Lisa Marie Petersen, Morena Baccarin, Ginifer King, Rami Malek, Neve Campbell, Jason Priestley

## Episodi
| Stagione         | Episodi | Prima TV originale | Prima TV Italia |
| ---------------- | ------- | ------------------ | --------------- |
| Prima stagione   | 16      | 2005               | 2005-2006       |
| Seconda stagione | 22      | 2005-2006          | 2006-2007       |
| Terza stagione   | 22      | 2006-2007          | 2007-2008       |
| Quarta stagione  | 16      | 2008               | 2009            |
| Quinta stagione  | 19      | 2009               | 2010            |
| Sesta stagione   | 22      | 2009-2010          | 2011            |
| Settima stagione | 13      | 2010-2011          | 2012            |